# ترموشنا
ترموشنا (به چکی: Třemošná) یک منطقهٔ مسکونی و شهرستان دارای شهرک سابقاً روستا در جمهوری چک است که در ناحیه پلزن-شمالی واقع شده‌است. ترموشنا ۴٬۷۴۱ نفر جمعیت دارد.